# Sōkaigi
Sōkaigi (яп. 双界儀) — японская компьютерная игра в жанре ролевой боевик, разработанная студией Yuke's для приставки PlayStation и выпущенная компанией Square в 1998 году. Выходила исключительно на территории Японии и только на японском языке. В 2008 году в честь десятилетнего юбилея была загружена в сервис PlayStation Network.

## Игровой процесс
Игрок выбирает одного героя из пяти возможных и проходит вместе с ним через несколько игровых зон, сражаясь холодным оружием с проходными монстрами и боссами, ждущими в конце уровней. Главная задача игрока — уничтожить все находящиеся на уровне красные кристаллы. Камера отображает происходящее в перспективе от третьего лица и расположена за спиной игрового персонажа. События Sōkaigi происходят в современной Японии, конкретно история начинается в декабре 1998 года, в центре повествования — студентка Мидзухо Миканаги из города Ноборито, которая вместе со своими четырьмя друзьями отправляется в путешествие, чтобы спасти страну от нашествия демонов, высвободившихся после извержения вулкана Фудзияма.

## Музыка
Мелодии музыкального ряда сочинил композитор Хироки Кикута, ранее известный по саундтрекам к играм Secret of Mana и Seiken Densetsu 3. Получившиеся песни в плане стилистики представляют собой смешение прогрессивного рока с этническими традиционными звуками — композиции записывались с применением исключительно живых музыкальных инструментов. Присутствуют два трека с вокалом, «Quake» и «Lovely Strains», последний записан при участии японской певицы Котоми Кёно, которая, кроме того, озвучила главную героиню. Песня «Angel’s Fear Again» своим названием отсылается к другой звуковой дорожке Кикуты, написанной для Secret of Mana композиции «Angel’s Fear». Дизайны всех персонажей разработал мангака Нацуки Сумэраги.

## Озвучка
Озвучивали персонажей очень известные сэйю (артисты японского дубляжа). Среди них Юри Амано (Hifumi Sudou), Икуэ Отани (Azusa Kotohira), Акио Оцука (Daiki Yashima), Такэхито Коясу (Yato Saegami), Коити Ямадэра (Kaname Gabu), Митио Хадзама (Kahaku), Кэнъю Хориути (Yanron), Хироко Касахара (Princess Nami), Ё Иноуэ (Sae Tateshina), Маюми Танака (Minami), Дзюнко Такэути (Hisagi Shiosato), Юдзи Мицуя (Yorigami) и многие другие.

## Отзывы
На родине игра удостоилась в основном отрицательных отзывов, а на Западе, в силу отсутствия локализации, оказалась практически незамеченной. Обозреватель портала GameSpot поставил Sōkaigi всего лишь 5,6 баллов из десяти, положительно отметив качественный дизайн персонажей, но раскритиковав при этом примитивные звуковые эффекты и растянутые сюжетные вставки.